# Guldbaggen för bästa manus
Guldbaggen för bästa manus har delats ut sedan Guldbaggegalan 1989 (t.o.m. Guldbaggegalan 2017 var dock benämningen "Guldbaggen för bästa manuskript"). Priset belönar föregående års bästa filmmanus. Före utdelningen 1991 skedde inga nomineringar i kategorin.

## Vinnare och nominerade

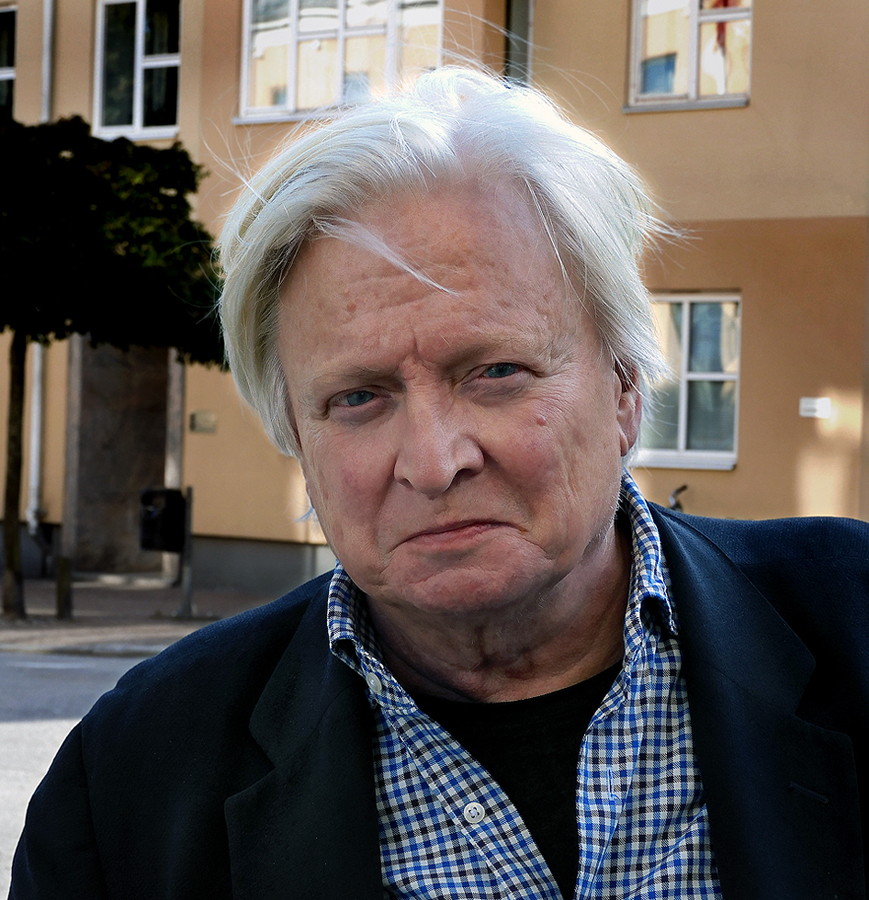
Stig Larsson vann Guldbaggen 1989.

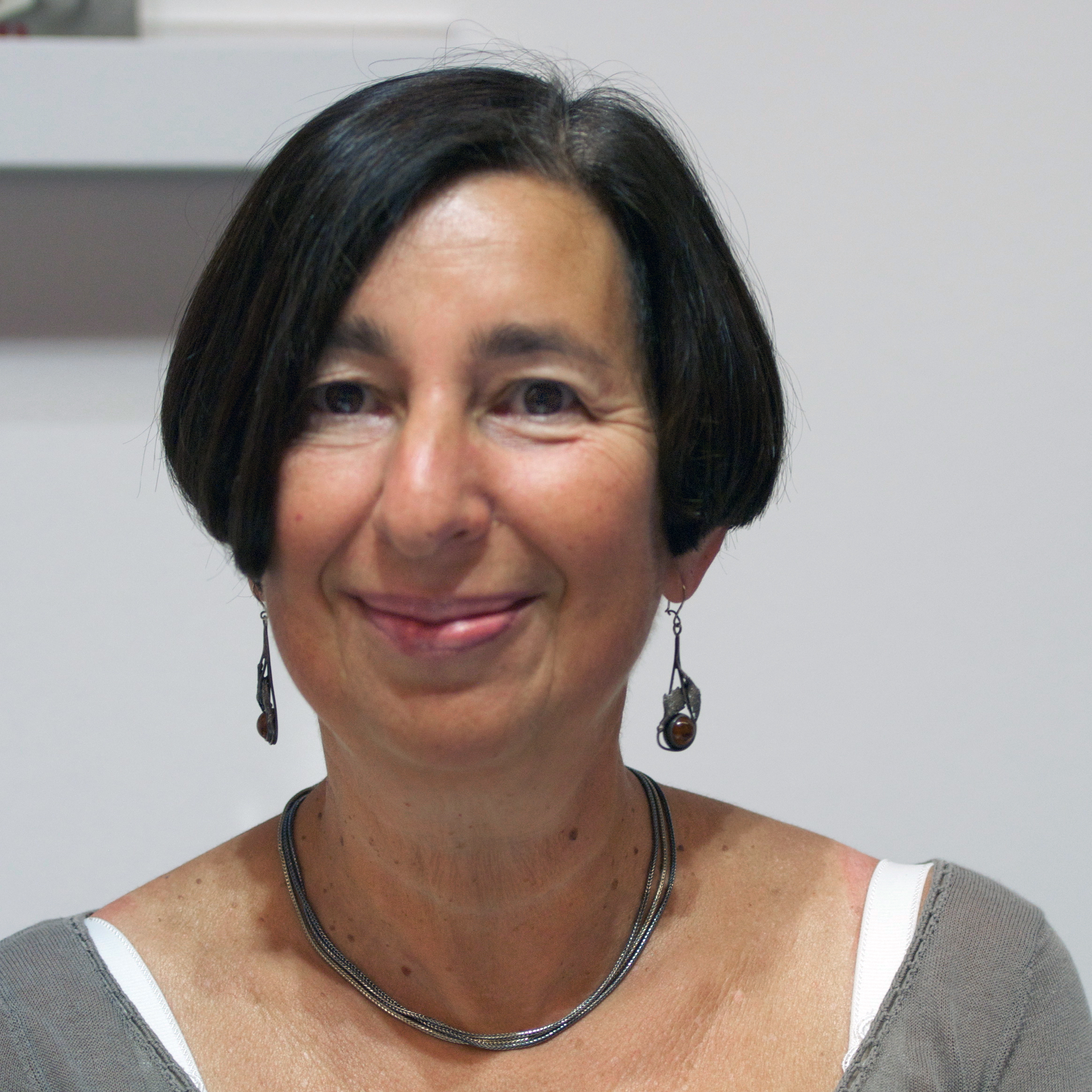
Annika Thor vann Guldbaggen 1997.

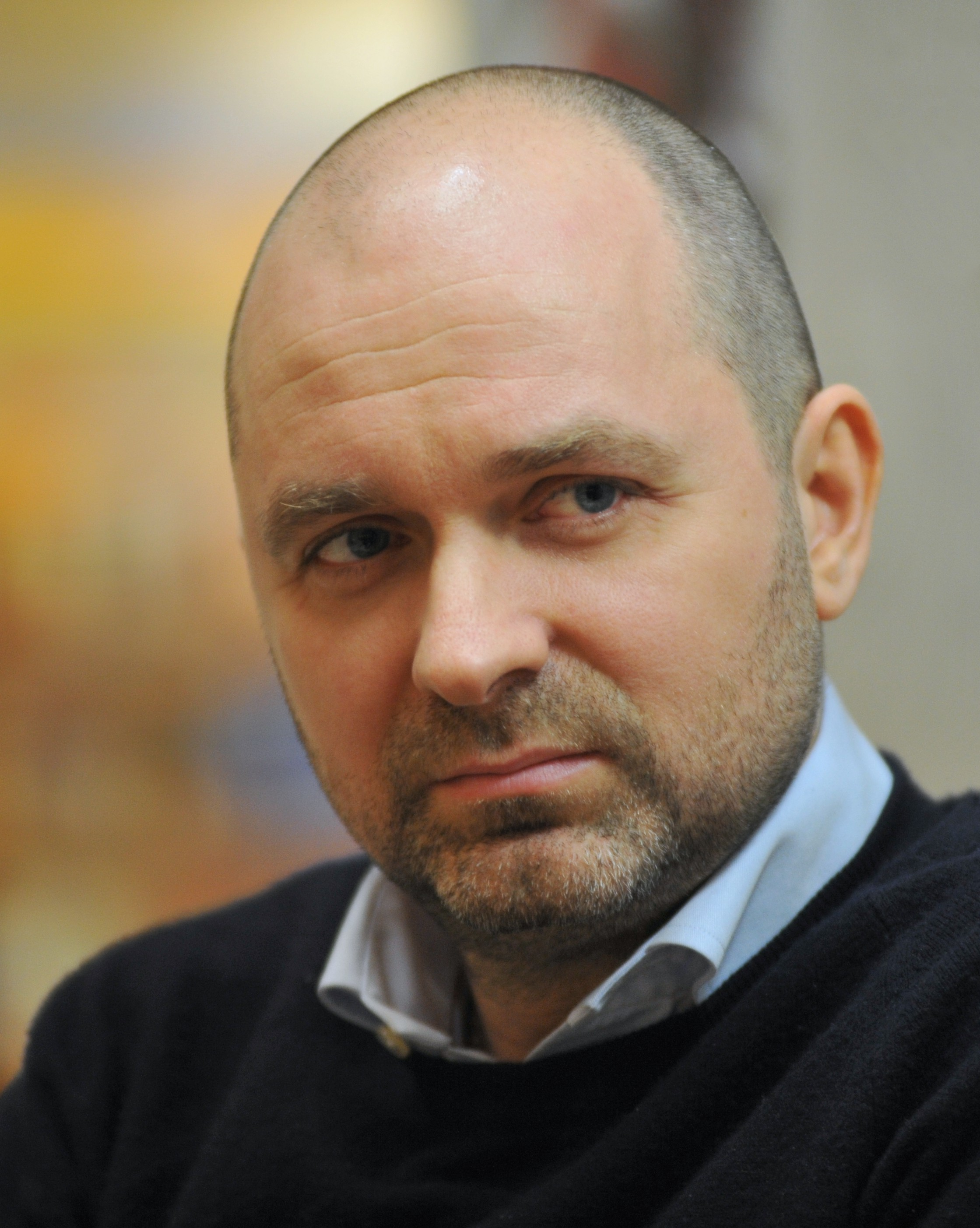
Lukas Moodysson vann Guldbaggen 1998, 2002 och 2023.

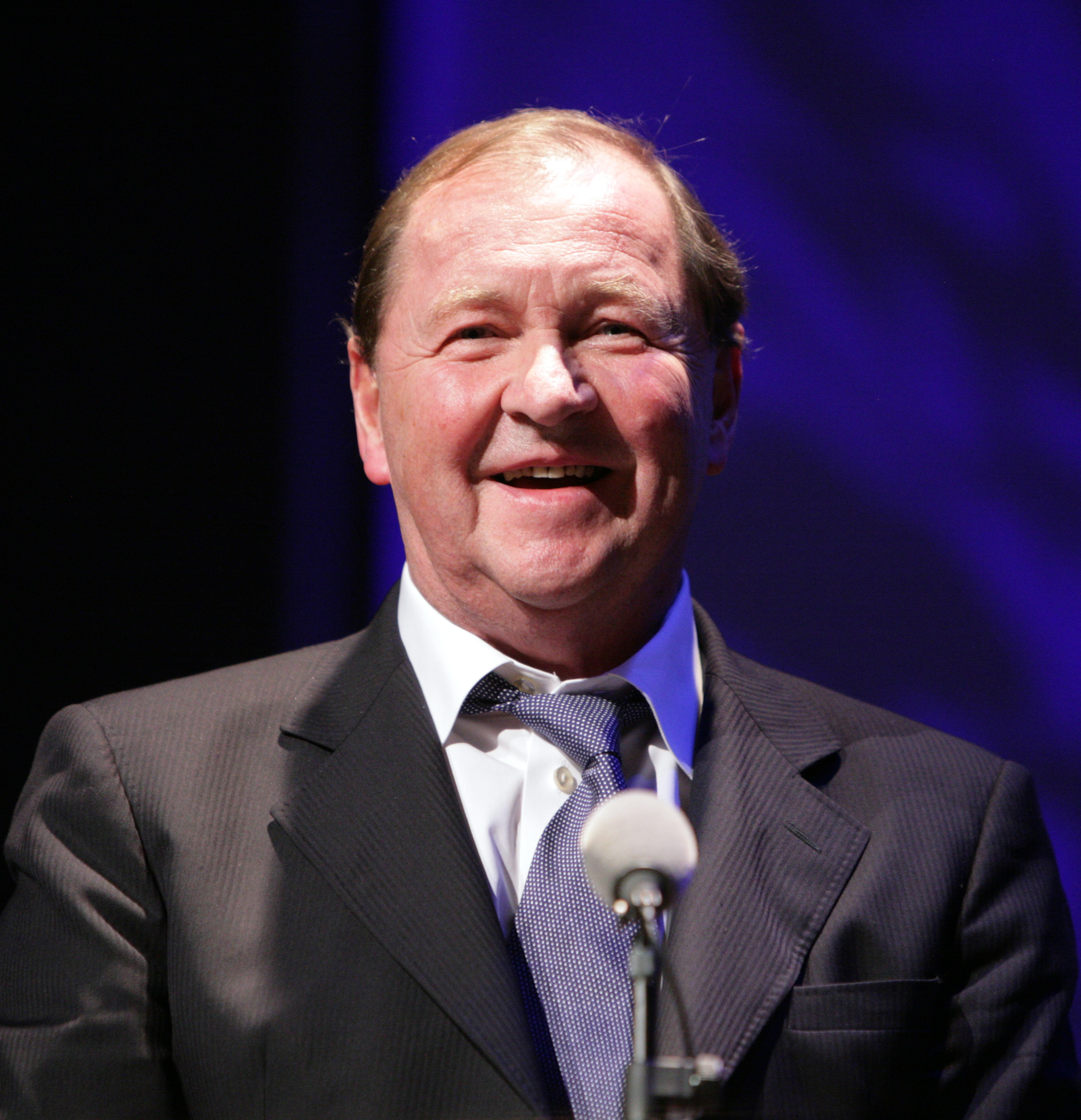
Roy Andersson vann Guldbaggen 2000 och 2007.

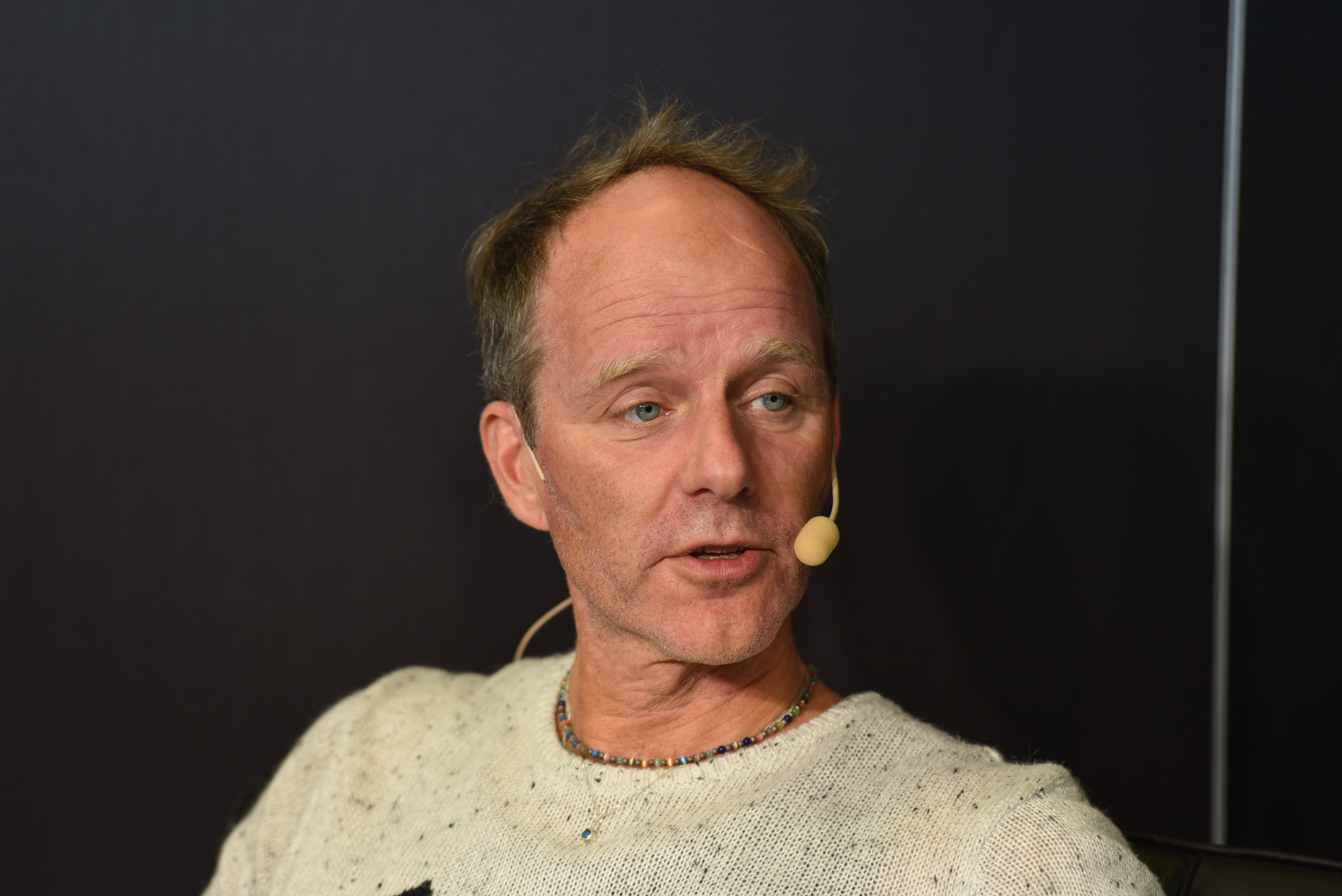
John Ajvide Lindqvist vann Guldbaggen 2008.

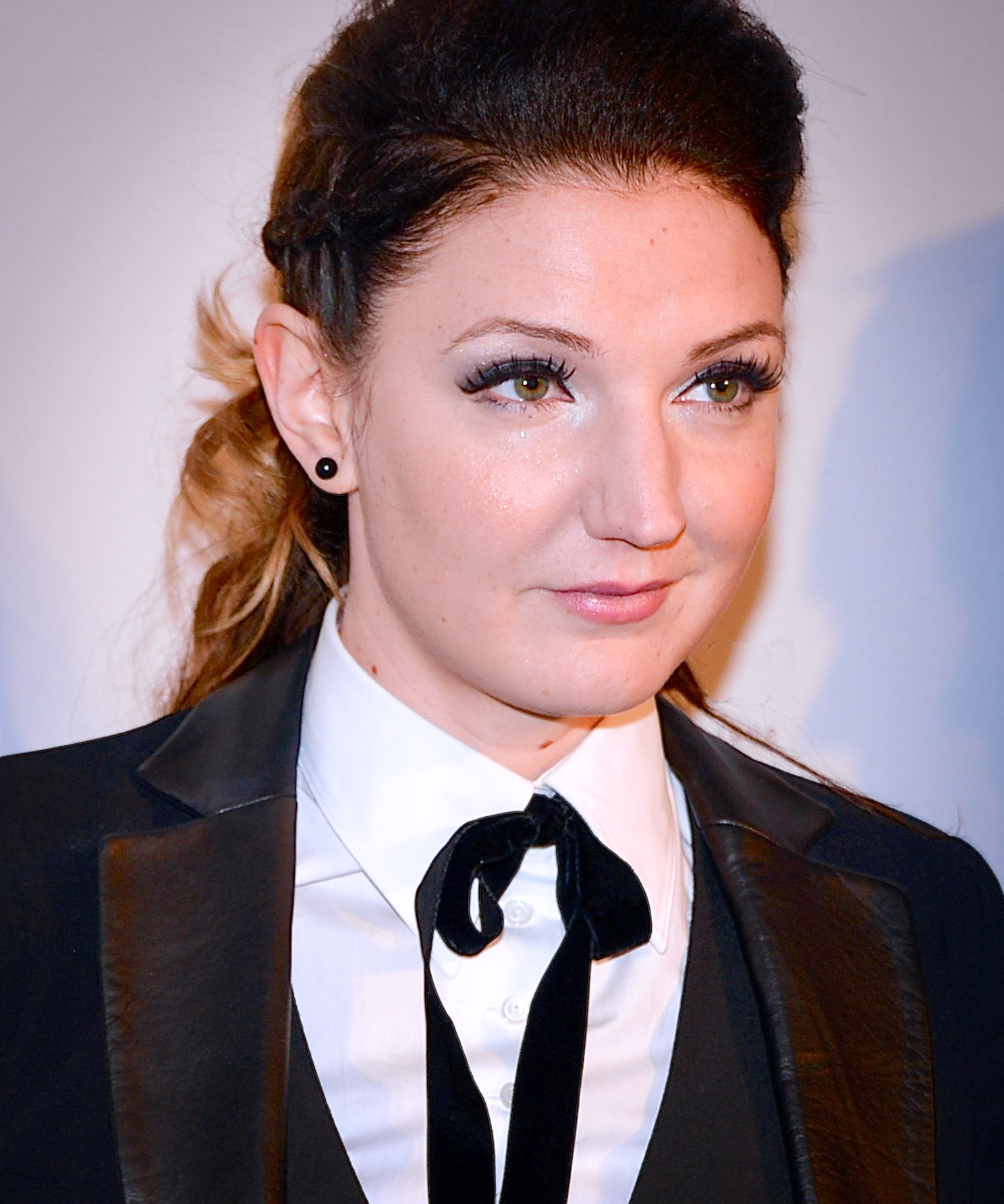
Gabriela Pichler vann Guldbaggen 2012.

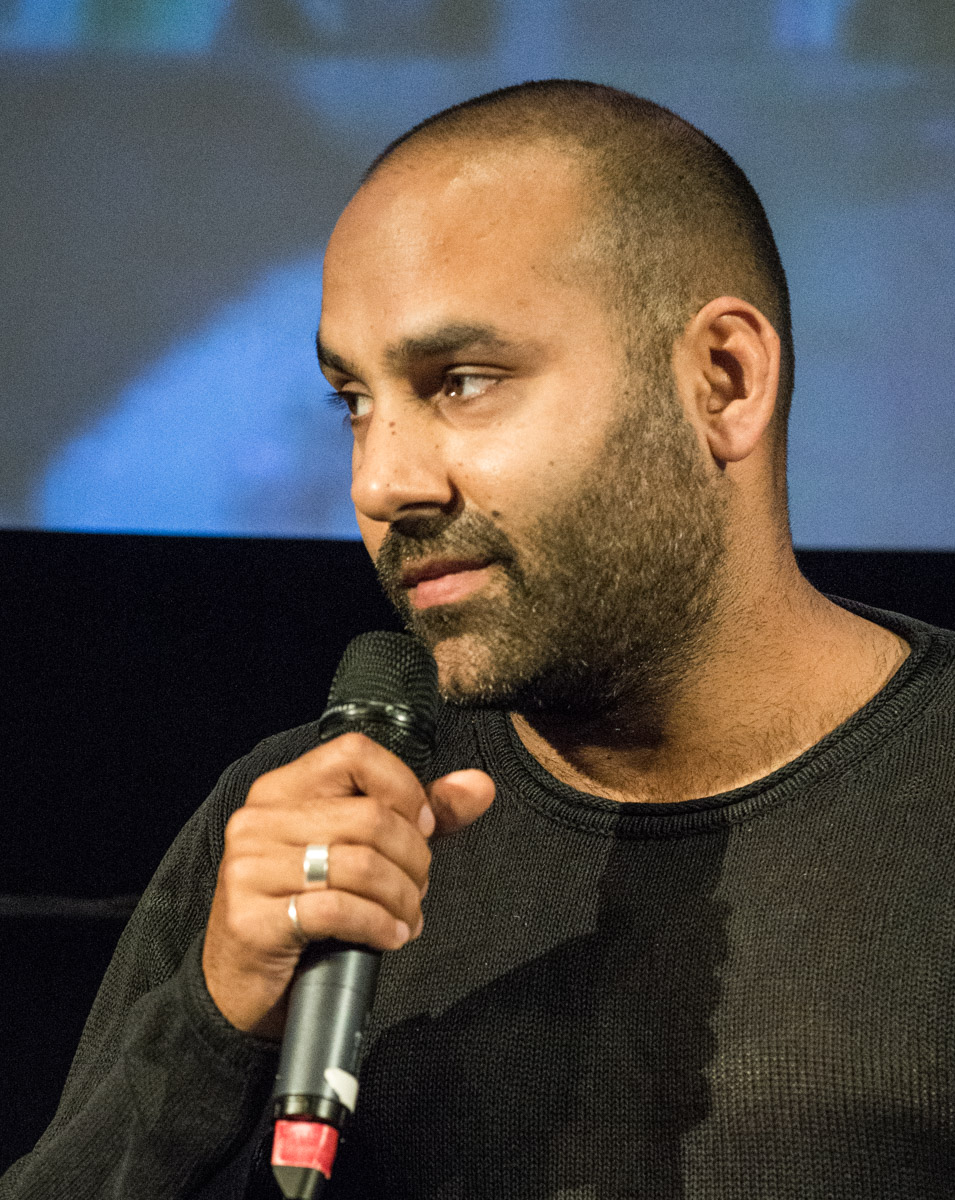
Peter Grönlund vann Guldbaggen 2015 och 2018.

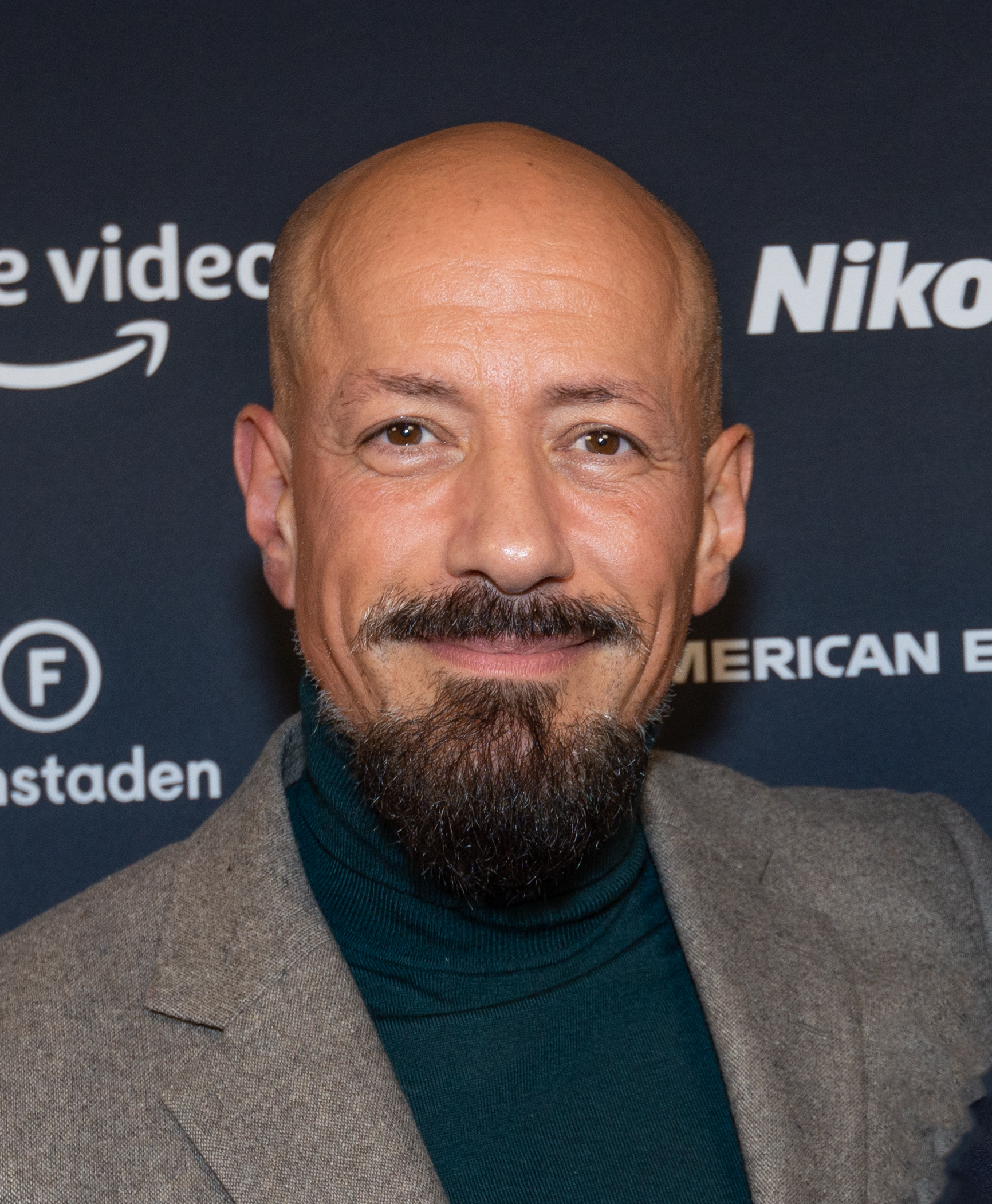
Tarik Saleh vann Guldbaggen 2022.

Vinnare

### 1980-talet
| År          | Film                       | Manusförfattare                     |
| ----------- | -------------------------- | ----------------------------------- |
| 1988 (24:e) | Det är långt till New York | Bengt Danneborn och Lennart Persson |
| 1989 (25:e) | Miraklet i Valby           | Stig Larsson och Åke Sandgren       |

### 1990-talet
| År          | Film                         | Manusförfattare                          |
| ----------- | ---------------------------- | ---------------------------------------- |
| 1990 (26:e) | God afton, herr Wallenberg   | Kjell Grede                              |
| 1991 (27:e) | Underjordens hemlighet       | Clas Lindberg                            |
| 1991 (27:e) | Freud flyttar hemifrån...    | Marianne Goldman                         |
| 1991 (27:e) | Il Capitano                  | Per Olov Enquist                         |
| 1992 (28:e) | Den goda viljan              | Ingmar Bergman                           |
| 1992 (28:e) | Min store tjocke far         | Kjell-Åke Andersson och Magnus Nilsson   |
| 1992 (28:e) | Änglagård                    | Colin Nutley                             |
| 1993 (29:e) | Mannen på balkongen          | Daniel Alfredson och Jonas Cornell       |
| 1993 (29:e) | Kådisbellan                  | Åke Sandgren                             |
| 1993 (29:e) | Tala! Det är så mörkt        | Niklas Rådström                          |
| 1994 (30:e) | Yrrol                        | Peter Dalle och Rolf Börjlind            |
| 1994 (30:e) | Händerna                     | Richard Hobert                           |
| 1994 (30:e) | Sixten                       | Ulf Stark                                |
| 1995 (31:a) | Pensionat Oskar              | Jonas Gardell                            |
| 1995 (31:a) | En på miljonen               | Hannes Holm och Måns Herngren            |
| 1995 (31:a) | Sommaren                     | Kristian Petri och Stig Larsson          |
| 1996 (32:a) | Hamsun                       | Per Olov Enquist                         |
| 1996 (32:a) | Jägarna                      | Björn Carlström och Kjell Sundvall       |
| 1996 (32:a) | Vinterviken                  | Harald Hamrell, Mats Wahl och Sara Heldt |
| 1997 (33:e) | Sanning eller konsekvens     | Annika Thor                              |
| 1997 (33:e) | Adam & Eva                   | Hannes Holm och Måns Herngren            |
| 1997 (33:e) | Tic Tac                      | Hans Renhäll                             |
| 1998 (34:e) | Fucking Åmål                 | Lukas Moodysson                          |
| 1998 (34:e) | Glasblåsarns barn            | Anders Grönros                           |
| 1998 (34:e) | Veranda för en tenor         | Klas Östergren och Lisa Ohlin            |
| 1999 (35:e) | Tsatsiki, morsan och polisen | Ulf Stark                                |
| 1999 (35:e) | Vuxna människor              | Fredrik Lindström                        |
| 1999 (35:e) | Vägen ut                     | Malin Lagerlöf                           |

### 2000-talet
| År          | Film                           | Manusförfattare                                                                                               |
| ----------- | ------------------------------ | --- |
| 2000 (36:e) | Sånger från andra våningen     | Roy Andersson                                                                                                 |
| 2000 (36:e) | Det nya landet                 | Lukas Moodysson och Peter Birro                                                                               |
| 2000 (36:e) | Tillsammans                    | Lukas Moodysson                                                                                               |
| 2001 (37:e) | Leva livet                     | Hans Gunnarsson och Mikael Håfström                                                                           |
| 2001 (37:e) | En sång för Martin             | Bille August                                                                                                  |
| 2001 (37:e) | Så vit som en snö              | Jacques Werup och Jan Troell                                                                                  |
| 2002 (38:e) | Lilja 4-ever                   | Lukas Moodysson                                                                                               |
| 2002 (38:e) | Bäst i Sverige!                | Peter Birro                                                                                                   |
| 2002 (38:e) | Grabben i graven bredvid       | Sara Heldt |
| 2003 (39:e) | Om jag vänder mig om           | Björn Runge                                                                                                   |
| 2003 (39:e) | Detaljer                       | Jonas Frykberg                                                                                                |
| 2003 (39:e) | Ondskan                        | Hans Gunnarsson och Mikael Håfström                                                                           |
| 2004 (40:e) | Masjävlar                      | Maria Blom |
| 2004 (40:e) | Fyra nyanser av brunt          | Tomas Alfredson, Robert Gustafsson, Jonas Inde, Andres Lokko, Martin Luuk, Johan Rheborg och Henrik Schyffert |
| 2004 (40:e) | Så som i himmelen              | Carin Pollak, Kay Pollak och Margaretha Pollak                                                                |
| 2005 (41:a) | Ninas resa                     | Lena Einhorn                                                                                                  |
| 2005 (41:a) | Mun mot mun                    | Björn Runge                                                                                                   |
| 2005 (41:a) | Zozo                           | Josef Fares                                                                                                   |
| 2006 (42:a) | Förortsungar                   | Hans Renhäll och Ylva Gustavsson                                                                              |
| 2006 (42:a) | Farväl Falkenberg              | Fredrik Wenzel och Jesper Ganslandt                                                                           |
| 2006 (42:a) | När mörkret faller             | Anders Nilsson och Joakim Hansson                                                                             |
| 2007 (43:e) | Du levande                     | Roy Andersson                                                                                                 |
| 2007 (43:e) | Darling                        | Johan Kling                                                                                                   |
| 2007 (43:e) | Den nya människan              | Kjell Sundstedt                                                                                               |
| 2008 (44:e) | Låt den rätte komma in         | John Ajvide Lindqvist                                                                                         |
| 2008 (44:e) | De ofrivilliga                 | Erik Hemmendorff och Ruben Östlund                                                                            |
| 2008 (44:e) | Maria Larssons eviga ögonblick | Agneta Ulfsäter-Troell, Jan Troell och Niklas Rådström                                                        |
| 2009 (45:e) | Bröllopsfotografen             | Ulf Malmros                                                                                                   |
| 2009 (45:e) | Flickan                        | Karin Arrhenius                                                                                               |
| 2009 (45:e) | Prinsessa                      | Teresa Fabik                                                                                                  |

### 2010-talet
| År          | Film                                     | Manusförfattare                                           |
| ----------- | ---------------------------------------- | --------------------------------------------------------- |
| 2010 (46:e) | Till det som är vackert                  | Lisa Langseth                                             |
| 2010 (46:e) | I rymden finns inga känslor              | Andreas Öhman och Jonathan Sjöberg                        |
| 2010 (46:e) | Svinalängorna                            | Lolita Ray och Pernilla August                            |
| 2011 (47:e) | Apflickorna                              | Josefine Adolfsson och Lisa Aschan                        |
| 2011 (47:e) | Play                                     | Ruben Östlund                                             |
| 2011 (47:e) | Stockholm Östra                          | Pernilla Oljelund                                         |
| 2012 (48:e) | Äta sova dö                              | Gabriela Pichler                                          |
| 2012 (48:e) | Call Girl                                | Marietta von Hausswolff von Baumgarten                    |
| 2012 (48:e) | Searching for Sugar Man                  | Malik Bendjelloul                                         |
| 2013 (49:e) | Återträffen                              | Anna Odell                                                |
| 2013 (49:e) | Hotell                                   | Lisa Langseth                                             |
| 2013 (49:e) | Känn ingen sorg                          | Cilla Jackert                                             |
| 2014 (50:e) | Turist                                   | Ruben Östlund                                             |
| 2014 (50:e) | Gentlemen                                | Klas Östergren                                            |
| 2014 (50:e) | Nånting måste gå sönder                  | Ester Martin Bergsmark och Eli Levén                      |
| 2015 (51:a) | Tjuvheder                                | Peter Grönlund                                            |
| 2015 (51:a) | Min lilla syster                         | Sanna Lenken                                              |
| 2015 (51:a) | Svenskjävel                              | Ronnie Sandahl                                            |
| 2016 (52:a) | Jätten                                   | Johannes Nyholm                                           |
| 2016 (52:a) | Bajsfilmen – Dolores och Gunellens värld | Jan Vierth och Anders Sparring                            |
| 2016 (52:a) | Min faster i Sarajevo                    | China Åhlander, Dragan Mitić och Goran Kapetanovic        |
| 2016 (52:a) | Yarden                                   | Sara Nameth                                               |
| 2017 (53:e) | Sameblod                                 | Amanda Kernell                                            |
| 2017 (53:e) | Citizen Schein                           | Maud Nycander, Jannike Åhlund och Kersti Grunditz Brennan |
| 2017 (53:e) | Måste gitt                               | Can Demirtas och Ivica Zubak                              |
| 2017 (53:e) | The Square                               | Ruben Östlund                                             |
| 2018 (54:e) | Goliat                                   | Peter Grönlund                                            |
| 2018 (54:e) | Amatörer                                 | Gabriela Pichler och Jonas Hassen Khemiri                 |
| 2018 (54:e) | Gräns                                    | Ali Abbasi, Isabella Eklöf och John Ajvide Lindqvist      |
| 2018 (54:e) | Trädgårdsgatan                           | Gunnar A.K. Järvstad                                      |
| 2019 (55:e) | And Then We Danced                       | Levan Akin                                                |
| 2019 (55:e) | Om det oändliga                          | Roy Andersson                                             |
| 2019 (55:e) | Ring mamma!                              | Lisa Aschan                                               |
| 2019 (55:e) | Quick                                    | Erlend Loe                                                |

### 2020-talet
| År          | Film                 | Manusförfattare                                         |
| ----------- | -------------------- | ------------------------------------------------------- |
| 2020 (56:e) | Spring Uje spring    | Uje Brandelius                                          |
| 2020 (56:e) | Orca                 | Josephine Bornebusch och Gunnar A.K. Järvstad           |
| 2020 (56:e) | Psykos i Stockholm   | Maria Bäck                                              |
| 2020 (56:e) | Charter              | Amanda Kernell                                          |
| 2021 (57:e) | Clara Sola           | Nathalie Álvarez Mesén och Maria Camila Arias           |
| 2021 (57:e) | Suedi                | Manuel Concha                                           |
| 2021 (57:e) | Sabaya               | Hogir Hirori                                            |
| 2021 (57:e) | Apstjärnan           | Jan Vierth                                              |
| 2022 (58:e) | Boy from Heaven      | Tarik Saleh                                             |
| 2022 (58:e) | Jag är Zlatan        | David Lagercrantz och Jakob Beckman                     |
| 2022 (58:e) | Maya Nilo (Laura)    | Lovisa Sirén och Peter Modestij                         |
| 2022 (58:e) | Triangle of Sadness  | Ruben Östlund                                           |
| 2023 (59:e) | Tillsammans 99       | Lukas Moodysson                                         |
| 2023 (59:e) | Exodus               | Abbe Hassan och Kristoffer Cras                         |
| 2023 (59:e) | Motståndaren         | Milad Alami                                             |
| 2023 (59:e) | Syndabocken          | Axel Petersén                                           |
| 2024 (60:e) | Hypnosen             | Ernst De Geer och Mads Stegger                          |
| 2024 (60:e) | Den sista resan      | Filip Hammar och Fredrik Wikingsson                     |
| 2024 (60:e) | Den svenska torpeden | Frida Kempff och Marietta von Hausswolff von Baumgarten |
| 2024 (60:e) | Passage              | Levan Akin                                              |

## Flerfaldiga vinnare och nominerade
I och med Guldbaggegalan 2025 är Lukas Moodysson den som har vunnit flest baggar; tre stycken. Både Roy Andersson och Peter Grönlund har vunnit guldbaggen två gånger. Både Moodysson och Ruben Östlund har nominerats till baggen fem gånger.
| Manusförfattare                        | Antal vinster | Antal nomineringar |
| -------------------------------------- | ------------- | ------------------ |
| Lukas Moodysson                        | 3             | 5                  |
| Roy Andersson                          | 2             | 3                  |
| Peter Grönlund                         | 2             | 2                  |
| Ruben Östlund                          | 1             | 5                  |
| John Ajvide Lindqvist                  | 1             | 2                  |
| Levan Akin                             | 1             | 2                  |
| Lisa Aschan                            | 1             | 2                  |
| Per Olov Enquist                       | 1             | 2                  |
| Hans Gunnarsson                        | 1             | 2                  |
| Mikael Håfström                        | 1             | 2                  |
| Amanda Kernell                         | 1             | 2                  |
| Lisa Langseth                          | 1             | 2                  |
| Stig Larsson                           | 1             | 2                  |
| Gabriela Pichler                       | 1             | 2                  |
| Hans Renhäll                           | 1             | 2                  |
| Björn Runge                            | 1             | 2                  |
| Åke Sandgren                           | 1             | 2                  |
| Ulf Stark                              | 1             | 2                  |
| Peter Birro                            | 0             | 2                  |
| Marietta von Hausswolff von Baumgarten | 0             | 2                  |
| Sara Heldt                             | 0             | 2                  |
| Måns Herngren                          | 0             | 2                  |
| Hannes Holm                            | 0             | 2                  |
| Gunnar A.K. Järvstad                   | 0             | 2                  |
| Niklas Rådström                        | 0             | 2                  |
| Jan Troell                             | 0             | 2                  |
| Jan Vierth                             | 0             | 2                  |
| Klas Östergren                         | 0             | 2                  |